# Vaikuntha
En el marco del hinduismo, Vaikunthá (en escritura devanagari, वैकुण्ठम) es el nombre de la morada espiritual del dios Vishnú, de cuatro brazos.

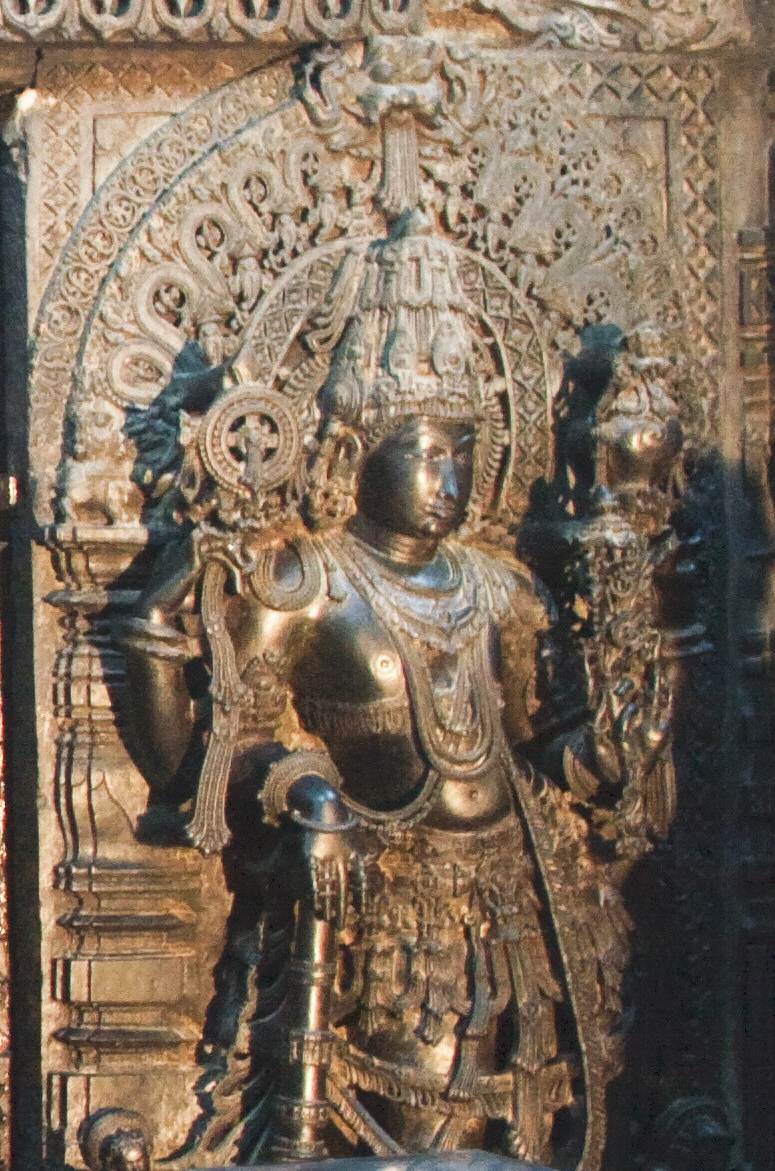
Escultura de Vijaya (guardián de Vaikunthá), aquí guardando el altar del templo de Chennakesava.

Los vaisnavas creen que está formado por infinitos planetas (loka) de eterna bienaventuranza (ananda), donde vive Vishnú con la diosa de la belleza y de la buena suerte Lakshmí, recostados sobre la serpiente Shesha Naga. 
Estos tres se expanden para estar presentes en cada uno de los planetas.
También viven con ellos infinidad de almas (la mayoría con formas parecidas a Vishnú, de cuatro brazos).

## Etimología
Vaikunthá significa ‘sin indolencia’, siendo vi: ‘sin’, y kuṇṭhá: ‘indolencia, pereza, debilidad, estupidez, tontería’.
Otro nombre de Vaikunthá es Param Padam (la morada suprema) o Paramapadham.

## Poesía
Varios poetas religiosos alvar del Sur de la India, como 
Periyalvar, 
Andal, 
Thirumalisai Alvar, 
Thiruppaan Alvar, 
Thirumangai Alvar, 
Poigai Alvar, 
Peyalvar y
Nammalvar 
han escrito himnos acerca de Vaikunthá, que se recopilaron en el Mangalasasanam.(Divyadesam).